# Palaquium foxworthyi
Palaquium foxworthyi är en tvåhjärtbladig växtart som beskrevs av Elmer Drew Merrill. Palaquium foxworthyi ingår i släktet Palaquium och familjen Sapotaceae. Inga underarter finns listade i Catalogue of Life.